# Onsori Balhi
Onsori Balhi je bio pesnik u doba Gaznavidske dinastije.‍:pp. 527.

## Život
Umro je 1040. godine. Bio je „Car među pesnicima/Malik aš-šu’ara“ na dvoru Mahmuda i Masuda od Gazne, a nazvali su ga i „hakimom“. Poznat je kao nepovredivi maestro kaside i zanimali su ga isključivo panegirici. Neke svoje panegiričke kaside je komponovao u metru muktazab i nije voleo da na početku svojih kasida donosi tašbib, tj. uvodne stihove u glavni deo pesme. U kasidama vešto prilazi i diskurzivnim zaključivanjima i racionalnom razmišljanju; takođe, nazire se epski tenor.‍:pp. 108–109.
Njegovo pesničko umeće ponajviše se pokazuje u njegovoj književnoj umerenosti i srazmernosti.‍:pp. 527. U panegiriku, kreiranju novih vrsta hvalospeva, kao i u usklađivanju odabranih reči i izraza sa željenim značenjem, Onsori je pokazao izvanrednu veštinu‍:pp. 112–114. iako je bio slabiji na polju stvaranja poetskih imaginacija.‍:pp. 530.